# اسمارتی
اسمارتی ( به انگلیسی : smarty ) یک موتور الگوی وب برای پی‌اچ‌پی است که امکان جداسازی کدهای نمایشی (اچ‌تی‌ام‌ال، سی‌اس‌اس و...) را از منطق برنامه‌های تحت وب می‌دهد به طوری که منطق کاری به صورت جداگانه‌ای از کدهای نمایشی عملیات را انجام می‌دهند و به این ترتیب طراحان وب و برنامه‌نویسان به صورت جداگانه یک ساختار وب را طرح ریزی می‌کنند.

## ویژگی‌ها

### اسمارتی چه چیزی نیست
اسمارتی یک چارچوب نرم‌افزاری تحت وب نیست، اسمارتی همچنین شباهتی به ام‌وی‌سی ندارد و سازوکاری متفاوت از چارچوب‌های نرم‌افزاری مانند چارچوب زند، کیک‌پی‌اچ‌پی، جوملا و سایر چارچوب‌هایی که برای پی‌اچ‌پی به کار می‌روند دارد.

### ایجاد فایل کامپایل
اسمارتی پس از تجزیه کردن هر الگو یک کد پی‌اچ‌پی از فایل تولید می‌کند (به جای پرونده دودویی) و سپس زمانی که صفحه نمایش داده می‌شود، اسمارتی این فایل را به جای فایل الگو فراخوانی می‌کند و بدین ترتیب از تجزیه کردن دوبارۀ فایل الگو جلوگیری می‌شود، اسمارتی در مورد اینکه چه زمانی عمل کامپایل را انجام دهد هوشمند عمل می‌کند و زمانی که فایل الگو توسط برنامه‌نویس تغییر کند، اسمارتی یک فایل جدید تولید می‌کند و دیگر نیازی به تغییر دستی فایل کامپایل شده نیست.

### جداسازی منطق کاری از الگو
هدف اسمارتی جداسازی ساختار منطقی از ساختار نمایشی است و نه جداسازی ساختار نمایشی از پی‌اچ‌پی و این یکی از امتیازهای اسمارتی است چرا که در هدف نهایی یک موتور مدیریت الگو، نباید تمام منطق کاری را از اچ‌تی‌ام‌ال حذف کرد بلکه باید این دو ساختار را به صورتی از هم جدا کرد. برای مثال منطقی را در نظر داشته باشید که در آن باید چندین کاربر از پایگاه داده فراخوانی شوند و حال منطق نمایشی را در نظر بگیرید که باید کاربران را در سه ستون نمایش دهد در این حالت راه حل نامناسب این است که کاربرانی که از پایگاه داده فراخوانی کرده‌ایم را در یک تابع که سه آرایه بازمی‌گرداند فراخوانی کنیم، چرا که از لحاظ منطقی این کاری نیست که باید با داده‌ها انجام شود و بدون داشتن راه حلی منطقی در فایل الگو، مجبور به کاری می‌شوید که نباید انجام دهید.

### ارث بری از الگو
ارث بری از الگو رویکردی است برای مدیریت کردن الگوهای اسمارتی که شبیه به تکنیک برنامه‌نویسی شیءگرا عمل می‌کند، در این روش به جای فراخوانی کردن بخش‌های مختلف یک صفحه با استفاده از چندین {include...} می‌توان تنها محتوایاتی از آن صفحه را فراخوانی کرد شبیه به عملی که در شیءگرایی برای به ارث بردن کلاس‌ها انجام می‌شود، این کار در جایی که الگوها با هم صفات و عملیات مشترکی دارند و تنها در بخش‌های کوچکی با هم متفاوت هستند باعث می‌شود که الگوها کوچک و در عین حال کارا شوند، این روش اشاره‌ای به تجمیع در نمودار Use-Case در مهندسی نرم‌افزار دارد.
پیش از ارث بری از الگو در اسمارتی، برنامه نویسان مجبور بودند که بخش‌های مختلف یک صفحه را همانند زیر از هم جدا کنند، در این حالت یک صفحه ممکن بود دارای چندین فایل الگو شود و مدیریت فایل‌ها در پروژه‌های عظیم مشکل می‌شد.

## فایل الگو بدون ارث بری در حالت کلاسیک
```
header
.
tpl

<
html
>

<
head
>

<
title
>
{
$title
|
default
:
"Default Page Title"
}
</
title
>

</
head
>

<
body
>

footer
.
tpl

</
body
>

</
html
>

mypage
.
tpl

{
include
 
file
=
"header.tpl"
 
title
=
"My Page Title"
}

My
 
HTML
 
Page
 
Body
 
goes
 
here

{
include
 
file
=
"footer.tpl"
}

output
 
of
 
mypage
.
tpl

<
html
>

<
head
>

<
title
>
My
 
Page
 
Title
</
title
>

</
head
>

<
body
>

My
 
HTML
 
Page
 
Body
 
goes
 
here

</
body
>

</
html
>

```

که در این حالت فایل بالا صفحه به همراه خصوصیات به این صورت تعریف شده :
{include file="header.tpl" title="My Page Title"}
و همچنین برای فایل پایین صفحه :
{include file="footer.tpl"}
حال همین صفحه با رویکرد ارث بری از الگو به صورتی متفاوت و کاراتر به این صورت تغییر می‌کند :

## فایل الگو با ارث بری
```
layout
.
tpl

<
html
>

<
head
>

<
title
>
{
block
 
name
=
title
}
Default
 
Page
 
Title
{
/
block
}
</
title
>

</
head
>

<
body
>

{
block
 
name
=
body
}{
/
block
}

</
body
>

</
html
>

mypage
.
tpl

{
extends
 
file
=
"layout.tpl"
}

{
block
 
name
=
title
}
My
 
Page
 
Title
{
/
block
}

{
block
 
name
=
body
}
My
 
HTML
 
Page
 
Body
 
goes
 
here
{
/
block
}

output
 
of
 
mypage
.
tpl

<
html
>

<
head
>

<
title
>
My
 
Page
 
Title
</
title
>

</
head
>

<
body
>

My
 
HTML
 
Page
 
Body
 
goes
 
here

</
body
>

</
html
>

```

در این حالت با حذف صفحات و اضافه کردن بلاک‌ها ({block}) قابلیت به ارث بردن از فایل الگو فراهم می‌شود.

### کش کردن
کش کردن پی‌اچ‌پی در اسمارتی روشی است که باعث می‌شود با ذخیره کردن یک فایل ایستا از صفحه پی‌اچ‌پی، کارایی را بهبود بخشید، این کار به سرور اجازه می‌دهد که چندین درخواست به صفحه را تنها با یک بار اجرا کردن یک کد پی‌اچ‌پی مؤثر پاسخ گو باشد. کش کردن را می‌توان بروی هر نوع محتوایی که از طرف سرور برای مرورگر فراهم می‌شود اعمال کرد، کش کردن در اسمارتی اشاره به کش کردن توکار دارد.
```
require
(
'Smarty.class.php'
);
 

$page
 
=
 
new
 
Smarty
();
 

$page
->
caching
 
=
 
2
;
 

$page
->
cache_lifetime
 
=
 
1800
;
 
// 30 minutes 

$page
->
display
(
'template.tpl'
);

```

در این مثال فایل قالب بندی برای مدت سی دقیقه به صورت ایستا تنها محتویات پردازش شده را نمایش می‌دهد که باعث بهبود استفاده از منابع سرور و در نتیجه سروری با منابع کمتر و کارایی بهینه‌تر را می‌توان پیاده‌سازی کرد.

## شروع کار

### پرونده‌ها
به صورت پیش‌فرض هر پروژه اسمارتی از تعدادی پوشه و فایل تشکیل شده‌است که ساختار یک صفحه که با اسمارتی پیاده‌سازی می‌شود را نمایان می‌سازد.
|  | cache       |  | محل پرونده‌های کش شده                                          |
|  | configs     |  | محل پرونده‌های پیکربندی                                        |
|  | plugins     |  | محل پرونده‌های پلاگین.                                         |
|  | templates   |  | محل پرونده‌های الگو، پرونده‌هایی که بخش‌های مختلف یک صفحه هستند. |
|  | templates_c |  | محل پرونده الگوهای کامپایل شده.                               |
|  | index.php   |  | پروندۀ پی‌اچ‌پی که شامل تنظیمات اسمارتی و کدهای پی‌اچ‌پی است.     |

### مثال
این یک مثال ساده از نوع تعریف یک پروندۀ ساده با نام index.php است که تنها نام یک فرد را در فایل index.tpl در پوشۀ template مانند مثال بالا اجرا می‌کند، در این حالت اشکال‌یاب برای برنامه‌نویس فعال شده، عملیات کش کردن هر ۱۲۰ ثانیه بر روی پرونده انجام می‌شود و نهایتاً پرونده در پوشه cache ذخیره می‌شود و همچنین یک متغیر به فایل الگو برای نمایش ارسال می‌شود و در آخر کار پرونده را با تنظیماتی که انجام شده نمایش می‌دهد.
index.php :
```
<?php

require
(
'../libs/Smarty.class.php'
);

$smarty
 
=
 
new
 
Smarty
;

$smarty
->
debugging
 
=
 
true
;

$smarty
->
caching
 
=
 
true
;

$smarty
->
cache_lifetime
 
=
 
120
;

$smarty
->
assign
(
"Name"
,
"mehdi"
,
true
);

$smarty
->
display
(
'index.tpl'
);

?>

```

و حال پروندۀ index.tpl می‌تواند نام فرد را به این صورت نمایش دهد.
index.tpl
```
<
html
>

<
head
>

<
title
>
this
 
is
 
final
 
output
 
of
 
index
.
php
</
title
>

</
head
>

<
body
>

<
p
>

my
 
name
 
is
 
{
$Name
}

</
p
>

</
body
>

</
html
>

```

## محیط‌های یکپارچه توسعه نرم‌افزار
| نام محیط توسعه | نوع ابزار | نام ابزار            | آدرس |
| -------------- | --------- | -------------------- | ---- |
| نت‌بینز         | پلاگین    | PHP Smarty Framework |      |
| اکلیپس         | پلاگین    | PHPEclipse           |      |

## مطالعه بیشتر
- "مستندات وبگاه رسمی" (به انگلیسی). Archived from the original on 29 March 2013. Retrieved 28 March 2013.